# Conrad-Diskontinuität
Die Conrad-Diskontinuität ist eine horizontale seismische Grenzzone oder -fläche in der nichtorogenen kontinentalen Erdkruste in ca. 10–20 km Tiefe, in der sich die Geschwindigkeit seismischer P-Wellen sprunghaft von 6,5 km/s (unterhalb) nach 5,6 km/s (oberhalb) ändert. 
Die diskontinuierliche Änderung der Wellengeschwindigkeit an der Conrad-Diskontinuität wurde erstmals vom österreichischen Seismologen und Klimatologen Victor Conrad (1876–1962) im Jahre 1923 beobachtet. Sie ist seitdem in allen Kontinentalblöcken gefunden worden, ist aber kein universales Phänomen und lässt sich nicht überall nachweisen. Sie stellt hinsichtlich des inneren Aufbaus der Erde eine gängige seismische Definition der Grenze zwischen oberer und unterer kontinentaler Erdkruste dar. Tiefe kontinentale Bohrungen (z. B. die Kontinentale Tiefbohrung (KTB) in Deutschland und die Bohrung auf der Russischen Halbinsel Kola) haben keinen Nachweis einer petrologischen Anomalie innerhalb dieser Grenzzone erbringen können. In dieser Tiefe (10–20 km) liegt das Gestein der kontinentalen Kruste in der Regel in der metamorphen Amphibolit-Fazies vor. 
Die Conrad-Diskontinuität wird in den Geowissenschaften weniger untersucht als die Mohorovičić-Diskontinuität, die seismische Grenzfläche zwischen Erdkruste und Erdmantel.